# Enchodelus striatus
Enchodelus striatus är en rundmaskart. Enchodelus striatus ingår i släktet Enchodelus och familjen Dorylaimidae. Inga underarter finns listade i Catalogue of Life.